# 董事長
董事長（簡稱： Chairman），為一間公司所有權（股份）的代表，為董事會的主席，也是位階最高的董事，由董事會選出，並由其代表董事會領導全公司。

## 名稱
董事長因英文名稱「Chairman of the Board」直译的關係被翻譯成「董事會主席」或「董事局主席」。董事長在日本和韓國被稱為會長，正式職稱分別為「取締役會長」（日语：／ Torishimariyaku kaichou */?）和「理事會會長」（韩语：／ Isahoe hoejang */?）。

## 產生
- 有限公司可不設董事長，也不一定会有董事會，但至少需從股東選出一席董事（公司負責人／代表人）對外代表公司；
- 股份有限公司必須有董事會，至少要設三席董事。董事長由董事會以全體董事過半數同意選舉產生。

## 權限
- 直接上級：董事會、股東（有限公司）
- 下屬職位：執行長（總經理、總裁）
- 職位性質：是公司的法人代表和重大事項的決策人

## 基本職務
一般情況下，董事長對內為股東大會、董事會及常務董事會的最高負責人，對外代表公司，是公司「所有權」的代表，類似古代君主的概念，是否是公司虛位元首或握有實權，要依據各家企業的實際情況而定。根據中華民國公司法，董事會由董事長召集，如要召開非例行性的股東大會，一般也只能由董事長召集（但在特殊情況下可由持有一定股份的股東或一定席位的董事聯名建議召集）。
有實權的董事長可以代表董事會，挑選人才任命為公司的總裁／總經理（President）或執行長（CEO），等於是委託公司的「經營權」給專業經理人。

## 其他職權
如果公司內設有總裁／總經理（President）或執行長（CEO）等「最高責任者」職位，基本上都是由董事長任命的，理論上董事長也可以隨時解除他們的職務；不僅如此，董事長可以隨時解除任何員工的職務，除了董事（Member of the Board）和監事（Member of the Board of Supervisors），因為董事和監事不是公司僱員，而是公司的主人和仲裁人。
一位強大的董事長，可能擁有一家公司內真正的生殺大權，這種大權有時候來自他掌握的多數股份，有時候來自他的人脈資源，或者來自他早年積累的威信，這時董事會不過是其傀儡而已，總裁／總經理（President）和執行長（CEO）也必須真正而不僅僅是名義上的對他負責。
但事實上，部分公司的董事長只是一種榮譽性職務，就像君主立憲制下的皇室或是「虛位元首」一樣，擁有無比尊榮的地位，卻從來不說有份量的話，在公司內的實質地位並非舉足輕重。尤其是資產特別巨大、股權特別分散的公司（如跨國企業、公營企業），各大股東及行政人員的關係非常複雜，董事長只是一個德高望重、用來維持局面的職位而已，除了召開董事會外，沒有任何實質上的權力，這時主要權力集中在總裁或執行長身上（有時連召開董事會都是應總裁或執行長的要求）。
不過也有許多公司的創辦人會擔任董事長兼總經理／總裁（Chairman of the Board and President）或董事長兼執行長（Chairman and CEO），將大權獨攬於一身。在台灣，董事長是公司三長之首，另二為執行長（CEO）、財務長（CFO）或營運長（COO）。在香港，董事長兼任公司執行董事者稱為執行主席 (Executive Chairman)，擔任公司非執行董事則稱為非執行主席 (Non-executive Chairman)。在日本，如果董事長同時是公司的法人代表，擔任代表董事，被稱為代表取締役會長 (日语：／ Daihyō torishimariyaku kaichou */?)，在韓國則被稱為代表理事會長 (韩语：／ Daepyoisa hoejang */?)。

## 未置董事會之中小企業
在日韓企業中，President等同社長職稱（總裁／總經理），且日韓中小企業（有限公司）不一定設有會長（董事長）和董事會，所以President（社長）在日韓有可能是指中小企業負責人。當President作為公司負責人職稱使用時，則General Manager便會成為總經理的英文職稱，簡稱GM。
各國中小企業（有限公司）或新創立的公司，也不一定有設有董事會，企業「所有權」與「經營權」集中於創辦人或負責人一人身上，則此時President職稱就代表公司實際負責人。這也是造成中文裡President常誤譯為董事長（中小企業不一定有董事會，可能實際上沒有董事長職稱），導致與總裁、總經理職位名稱混淆的原因之一。
在台灣中小企業（有限公司）中，公司負責人是由股東推派出至少一位董事，但也不一定設有董事會或董事長。所以許多台灣中小企業實際負責人和日韓中小企業一樣為President（社長）。但民眾普遍慣稱公司負責人為董事長，因此常出現President（社長／總裁／總經理）誤翻譯為董事長的情形。

## 職級對照
| 中文                                                                                           | 英文 | 日語       | 韓語                         |
| ---------------------------------------------------------------------------------------------- | ---- | ---------- | ---------------------------- |
| 董事長、董事會主席                                                                             | ;    | 、         | 會長（）、理事會會長（）     |
| 副董事長、董事會副主席                                                                         |      | 、         | 副會長（）、理事會副會長（   |
| 行政總裁、总裁、董事總經理、总经理（中小企業最高管理人，大型企業集團子公司或事業群最高管理人） |      | （）、（） | （）、（）                   |
| 副總裁、副總經理                                                                               |      | （）       | （）                         |
| 代表董事、公司代表人、法人代表（日韓專屬職務）                                                 |      |            | 代表理事（）                 |
| 執行董事、常務董事                                                                             |      | 、         | 專務（）、常務理事（）       |
| 董事                                                                                           |      | 、         | 理事（）                     |
| 協理、總監、事業群／區域總經理                                                                 |      | 、         | 本部長（）                   |
| 部門（部）處長、（資深）經理                                                                   |      | （）       | （）                         |
| 部門副經理                                                                                     |      | （）       | （）                         |
| 部門（科）課長、（大）組長（以上為主管職）                                                     |      | 、         | 室長（）、課長（）、組長（） |
| 專案經理、小組長、主任、督導員                                                                 |      | 、         | 代理（）、主任（）           |
| 職員                                                                                           |      | （）、（） | （）、（）                   |
| 約聘（僱）、派遣職員、契約員工                                                                 |      | （）       | （）                         |
| 论 编                                                                                          |      |            |                              |